# La familia Miau
La familia Miau é uma telenovela mexicana, produzida pela Televisa e exibida em 1963 pelo Telesistema Mexicano.

## Elenco
- Eduardo Fajardo
- Alejandro Ciangherotti
- Polo Ortín
- Nora Veryán